# 난포막과다형성증
난포막과다형성증(卵胞膜過多形成症, hyperthecosis)은 난소의 난포막 내층이 과형성되는 것을 말한다. 이는 황체 형성 부위가 간질 과형성과 함께 발생할 때 나타난다. 황체 세포는 안드로겐을 생성하며 이로 인해 조모증과 남성화가 나타난다.
난포막과다형성증의 임상적 특징은 다낭성 난소 증후군(PCOS)의 특징과 비슷하다. 그러나 난포막과다형성증이 있는 여성들은 테스토스테론이 상승하여 더 조모증이 생기는 경우가 있으며 남성화 가능성이 훨씬 더 높다.

## 같이 보기
- 안드로겐
- 남녀한몸
- 음핵비대증
- 조모증